# بؤانم
بوانوم الكيشي وهو سادس الملوك السومريين لسلالة كيش الأولى حكم في حوالي سنة 2900 ق م حسب قائمة الملوك السومريين خلف بابوم و جاء بعده كاليبوم.